# Список созывов Законодательного собрания Онтарио

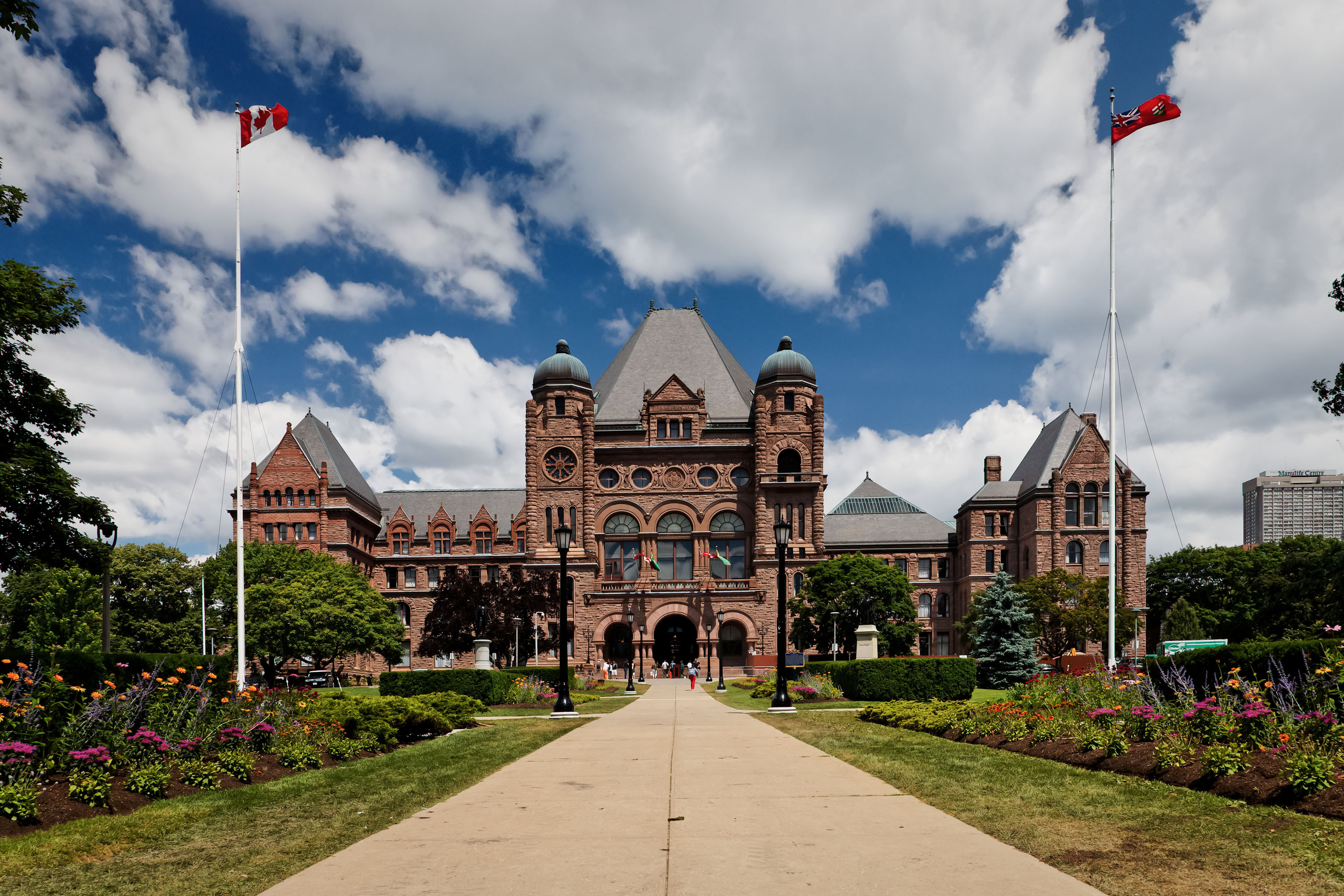
Здание Законодательного собрания Онтарио в 2010 году

Это список созывов Законодательного собрания Онтарио, законодательного органа канадской провинции Онтарио, начиная с создания Канадской конфедерации в 1867 году. Законодательное собрание существует с 1867 года, когда Британский акт о Северной Америке 1867 года разделил провинцию Канада на две части. Новообразованные провинции, с частью, которая тогда называлась Западной Канадой, позднее образовали Онтарио.

## Список созывов
| Диаграмма                       | Созыв собрания        | Выборы                      | Годы действияВ                         | Правящая партия                                         | Премьер-министр                                                                    | Официальная оппозиционная партия и ее лидер                                                                 | Другая официальная партия и ее лидер                                              | Спикер                                                              |
| ------------------------------- | --------------------- | --------------------------- | -------------------------------------- | ------------------------------------------------------- | ---------------------------------------------------------------------------------- | --- | --------------------------------------------------------------------------------- | ------------------------------------------------------------------- |
|                                 | 1-й созыв             | Первые всеобщие             | 3 сентября 1867-25 февраля 1871        | Либерал-консерваторы и либеральная коалиция             | Джон Сэндфилд Макдональд                                                           | нет | нет                                                                               | Джон Стивенсон                                                      |
|                                 | 2-й созыв             | Вторые всеобщие             | 21 марта 1871-?                        | Либералы                                                | Эдвард Блейк                                                                       | Либерал-консерваторы, Мэтью Крукс Кэмерон                                                                   | нет                                                                               | Ричард Скотт (1871) Джеймс Керри (1871–1873) Руперт Уэллс (1874)    |
| 25 октября 1872-23 декабря 1874 | 2-й созыв             | Вторые всеобщие             | Оливер Моват                           | Либералы                                                |                                                                                    | Либерал-консерваторы, Мэтью Крукс Кэмерон                                                                   | нет                                                                               | Ричард Скотт (1871) Джеймс Керри (1871–1873) Руперт Уэллс (1874)    |
|                                 | 3-й созыв             | Третьи всеобщие             | 18 января 1875-25 апреля 1879          | Либералы                                                | Оливер Моват                                                                       | Консерваторы, Мэтью Крукс Кэмерон (1875–1878), Уильям Ральф Мередит (1878–1879)                             | нет                                                                               | Руперт Уэллс                                                        |
|                                 | 4-й созыв             | Четвертые всеобщие          | 5 июня 1879-1 февраля 1883             | Либералы                                                | Оливер Моват                                                                       | Консерваторы, Уильям Ральф Мередит                                                                          | нет                                                                               | Чарльз Кларк                                                        |
|                                 | 5-й созыв             | Пятые всеобщие              | 27 февраля 1883-15 ноября 1886         | Либералы                                                | Оливер Моват                                                                       | Консерваторы, Уильям Ральф Мередит                                                                          | нет                                                                               | Чарльз Кларк                                                        |
|                                 | 6-й созыв             | Шестые всеобщие             | 29 декабря 1886-26 апреля 1890         | Либералы                                                | Оливер Моват                                                                       | Консерваторы, Уильям Ральф Мередит                                                                          | нет                                                                               | Джейкоб Бакстер                                                     |
|                                 | 7-й созыв             | Седьмые всеобщие            | 5 июня 1890-29 мая 1894                | Либералы                                                | Оливер Моват                                                                       | Консерваторы, Уильям Ральф Мередит                                                                          | нет                                                                               | Томас Баллантайн                                                    |
|                                 | 8-й созыв             | Восьмые всеобщие            | 26 июня 1894-?                         | Либералы                                                | Оливер Моват                                                                       | Консерваторы, Уильям Ральф Мередит (1894), Джордж Мартер (1894–1896), Джеймс Уитни                          | нет                                                                               | Уильям Бальфур (1895–1896) Фрэнсис Эвантурел (1897–1898)            |
| 21 июля 1896-28 января 1898     | 8-й созыв             | Восьмые всеобщие            | Артур Стургис Харди                    | Либералы                                                |                                                                                    | Консерваторы, Уильям Ральф Мередит (1894), Джордж Мартер (1894–1896), Джеймс Уитни                          | нет                                                                               | Уильям Бальфур (1895–1896) Фрэнсис Эвантурел (1897–1898)            |
|                                 | 9-й созыв             | Девятые всеобщие            | 1 марта 1898-?                         | Либералы                                                | Артур Стургис Харди                                                                | Консерваторы, Джеймс Уитни                                                                                  | нет                                                                               | Фрэнсис Эвантурел                                                   |
| 20 октября 1899-19 апреля 1902  | 9-й созыв             | Девятые всеобщие            | Джордж Уильям Росс                     | Либералы                                                |                                                                                    | Консерваторы, Джеймс Уитни                                                                                  | нет                                                                               | Фрэнсис Эвантурел                                                   |
|                                 | 10-й созыв            | Десятые всеобщие            | 29 мая 1902-13 декабря 1904            | Либералы                                                | Джордж Уильям Росс                                                                 | Консерваторы, Джеймс Уитни                                                                                  | нет                                                                               | Уильям Эндрю Чарлтон                                                |
|                                 | 11-й созыв            | Одиннадцатые всеобщие       | 25 января 1905-2 мая 1908              | Консерваторы                                            | Джеймс Плини Уитни                                                                 | Либералы, Джордж Уильям Росс (1905–1907), Джордж П. Грэм (1907), Александр Грант Маккей (1907–1908)         | нет                                                                               | Джон Гилмор (1905–1907) Томас Кроуфорд (1907–1908)                  |
|                                 | 12-й созыв            | Двенадцатые всеобщие        | 8 июня 1908-13 ноября 1911             | Консерваторы                                            | Джеймс Плини Уитни                                                                 | Либералы, Александр Грант Маккей                                                                            | нет                                                                               | Томас Кроуфорд                                                      |
|                                 | 13-й созыв            | Тринадцатые всеобщие        | 11 декабря 1911-29 мая 1914            | Консерваторы                                            | Джеймс Плини Уитни                                                                 | Либералы, Ньютон Рауэлл                                                                                     | нет                                                                               | Уильям Хойл                                                         |
|                                 | 14-й созыв            | Четырнадцатые всеобщие      | 29 июня 1914-?                         | Консерваторы                                            | Джеймс Плини Уитни                                                                 | Либералы, Ньютон Рауэлл (1914–1917), Уильям Праудфут (1917–1919)                                            | нет                                                                               | Дэвид Джеймисон                                                     |
| 2 октября 1914-23 сентября 1919 | 14-й созыв            | Четырнадцатые всеобщие      | Уильям Говард Херст                    | Консерваторы                                            |                                                                                    | Либералы, Ньютон Рауэлл (1914–1917), Уильям Праудфут (1917–1919)                                            | нет                                                                               | Дэвид Джеймисон                                                     |
|                                 | 15-й созыв            | Пятнадцатые всеобщие        | 20 октября 1919-10 мая 1923            | Объединенные фермеры                                    | Эрнест Чарльз Друри                                                                | Либералы, Хартли Дьюарт (1919–1921), Веллингтон Хэй (1921–1923)                                             | Консерваторы                                                                      | Нельсон Парламент                                                   |
|                                 | 16-й созыв            | Шестнадцатые всеобщие       | 25 июня 1923-18 октября 1926           | Консерваторы                                            | Джордж Говард Фергюсон                                                             | Либералы, Уильям Синклер                                                                                    | Объединенные фермеры                                                              | Джозеф Томпсон                                                      |
|                                 | 17-й созыв            | Семнадцатые всеобщие        | 1 декабря 1926-17 сентября 1929        | Консерваторы                                            | Джордж Говард Фергюсон                                                             | Либералы, Уильям Синклер                                                                                    | нет                                                                               | Уильям Блэк                                                         |
|                                 | 18-й созыв            | Восемнадцатые всеобщие      | 30 октября 1929-?                      | Консерваторы                                            | Джордж Говард Фергюсон                                                             | Либералы, Уильям Синклер                                                                                    | нет                                                                               | Томас Эшмор Кидд                                                    |
| 16 декабря 1930-16 мая 1934     | 18-й созыв            | Восемнадцатые всеобщие      | Джордж Стюарт Генри                    | Консерваторы                                            |                                                                                    | Либералы, Уильям Синклер                                                                                    | нет                                                                               | Томас Эшмор Кидд                                                    |
|                                 | 19-й созыв            | Девятнадцатые всеобщие      | 19 июня 1934-25 августа 1937           | Либералы                                                | Митчелл Хепберн                                                                    | Консерваторы, Джордж Стюарт Генри                                                                           | нет                                                                               | Норман Хипель                                                       |
|                                 | 20-й созыв            | Двадцатые всеобщие          | 6 октября 1937-?                       | Либералы                                                | Митчелл Хепберн                                                                    | Консерваторы, Джордж Стюарт Генри (1937–1939), Джордж Александр Дрю (1939–1943)                             | нет                                                                               | Норман Хипель (1937–1938) Джеймс Кларк (1939–1943)                  |
| 21 октября 1942-?               | 20-й созыв            | Двадцатые всеобщие          | Гордон Даниэль Конант                  | Либералы                                                |                                                                                    | Консерваторы, Джордж Стюарт Генри (1937–1939), Джордж Александр Дрю (1939–1943)                             | нет                                                                               | Норман Хипель (1937–1938) Джеймс Кларк (1939–1943)                  |
| 18 мая 1943                     | 20-й созыв            | Двадцатые всеобщие          | Гарри Никсон                           | Либералы                                                |                                                                                    | Консерваторы, Джордж Стюарт Генри (1937–1939), Джордж Александр Дрю (1939–1943)                             | нет                                                                               | Норман Хипель (1937–1938) Джеймс Кларк (1939–1943)                  |
|                                 | 21-й созыв            | Двадцать первые всеобщие    | 4 августа 1943-24 марта 1945           | Прогрессивные консерваторы меньшинство (38 из 90 мест)  | Джордж Александр Дрю                                                               | Кооперативная федерация Содружества, Тед Джоллифф                                                           | Либералы                                                                          | Уильям Джеймс Стюарт                                                |
|                                 | 22-й созыв            | Двадцать вторые всеобщие    | 4 июня 1945-27 апреля 1948             | Прогрессивные консерваторы (66 из 90 мест)              | Джордж Александр Дрю                                                               | Либералы, Фаркухар Роберт Оливер                                                                            | нет                                                                               | Уильям Джеймс Стюарт (1945–1947) Джеймс Хепберн (1947–1948)         |
|                                 | 23-й созыв            | Двадцать третьи всеобщие    | 7 июня 1948-?                          | Прогрессивные консерваторы (53 из 90 мест)              | Джордж Александр Дрю                                                               | Кооперативная федерация Содружества, Тед Джоллифф                                                           | Либералы                                                                          | Мирддин Кук Дэвис                                                   |
| 19 октября 1948-?               | 23-й созыв            | Двадцать третьи всеобщие    | Томас Лейрд Кеннеди                    | Прогрессивные консерваторы (53 из 90 мест)              |                                                                                    | Кооперативная федерация Содружества, Тед Джоллифф                                                           | Либералы                                                                          | Мирддин Кук Дэвис                                                   |
| 4 мая 1949-6 октября 1951       | 23-й созыв            | Двадцать третьи всеобщие    | Лесли Фрост                            | Прогрессивные консерваторы (53 из 90 мест)              |                                                                                    | Кооперативная федерация Содружества, Тед Джоллифф                                                           | Либералы                                                                          | Мирддин Кук Дэвис                                                   |
|                                 | 24-й созыв            | Двадцать четвертые всеобщие | 22 ноября 1951-2 мая 1955              | Прогрессивные консерваторы (79 из 90 мест)              | Лесли Фрост                                                                        | Либералы, Фаркухар Роберт Оливер                                                                            | нет                                                                               | Мирддин Кук Дэвис                                                   |
|                                 | 25-й созыв            | Двадцать пятые всеобщие     | 9 июня 1955-4 мая 1959                 | Прогрессивные консерваторы (87 из 98 мест)              | Лесли Фрост                                                                        | Либералы, Фаркухар Роберт Оливер (1955–1958), Джон Винтермейер (1958–1959)                                  | нет                                                                               | Альфред Уоллес Даунер                                               |
|                                 | 26-й созыв            | Двадцать шестые всеобщие    | 11 июня 1959-?                         | Прогрессивные консерваторы (71 из 98 мест)              | Лесли Фрост                                                                        | Либералы, Джон Винтермейер                                                                                  | нет                                                                               | Уильям Мердок                                                       |
| 8 ноября 1961-16 августа 1963   | 26-й созыв            | Двадцать шестые всеобщие    | Джон Робартс                           | Прогрессивные консерваторы (71 из 98 мест)              |                                                                                    | Либералы, Джон Винтермейер                                                                                  | нет                                                                               | Уильям Мердок                                                       |
|                                 | 27-й созыв            | Двадцать седьмые всеобщие   | 25 сентября 1963-5 сентября 1967       | Прогрессивные консерваторы (77 из 108 мест)             | Джон Робартс                                                                       | Либералы, Фаркухар Роберт Оливер (1963–1964), Энди Томпсон (1964–1966), Роберт Никсон (1967)                | нет                                                                               | Дональд Морроу                                                      |
|                                 | 28-й созыв            | Двадцать восьмые всеобщие   | 17 октября 1967-?                      | Прогрессивные консерваторы (69 из 117 мест)             | Джон Робартс                                                                       | Либералы, Роберт Никсон                                                                                     | Новые демократы                                                                   | Фред Касс                                                           |
| 1 марта 1971-13 сентября 1971   | 28-й созыв            | Двадцать восьмые всеобщие   | Уильям Гренвилл Дэвис                  | Прогрессивные консерваторы (69 из 117 мест)             |                                                                                    | Либералы, Роберт Никсон                                                                                     | Новые демократы                                                                   | Фред Касс                                                           |
|                                 | 29-й созыв            | Двадцать девятые всеобщие   | 21 октября 1971-11 августа 1975        | Прогрессивные консерваторы (78 из 117 мест)             | Уильям Гренвилл Дэвис                                                              | Либералы, Роберт Никсон                                                                                     | Новые демократы, Стивен Льюис                                                     | Аллан Рейтер (1971–1974) Рассел Роу (1974–1975)                     |
|                                 | 30-й созыв            | Тридцатые всеобщие          | 18 сентября 1975-29 апреля 1977        | Прогрессивные консерваторы меньшинство (51 из 125 мест) | Уильям Гренвилл Дэвис                                                              | Новые демократы, Стивен Льюис                                                                               | Либералы, Роберт Никсон (1975–1976), Стюарт Смит (1976–1977)                      | Рассел Роу                                                          |
|                                 | 31-й созыв            | Тридцать первые всеобщие    | 9 июня 1977-2 февраля 1981             | Прогрессивные консерваторы меньшинство (58 из 125 мест) | Уильям Гренвилл Дэвис                                                              | Либералы, Стюарт Смит                                                                                       | Новые демократы, Стивен Льюис (1978), Майкл Кэссиди (1978–1981)                   | Джек Стокс                                                          |
|                                 | 32-й созыв (4 сессии) | Тридцать вторые всеобщие    | 19 марта 1981-?                        | Прогрессивные консерваторы (70 из 125 мест)             | Уильям Гренвилл Дэвис                                                              | Либералы, Роберт Никсон (1982), Дэвид Питерсон (1982–1985)                                                  | Новые демократы, Майкл Кэссиди (1982) Боб Рей (1982–1985)                         | Джон Мелвилл Тернер                                                 |
| 8 февраля 1985-25 марта 1985    | 32-й созыв (4 сессии) | Тридцать вторые всеобщие    | Фрэнк Стюарт Миллер                    | Прогрессивные консерваторы (70 из 125 мест)             |                                                                                    | Либералы, Роберт Никсон (1982), Дэвид Питерсон (1982–1985)                                                  | Новые демократы, Майкл Кэссиди (1982) Боб Рей (1982–1985)                         | Джон Мелвилл Тернер                                                 |
|                                 | 33-й созыв (3 сессии) | Тридцать третьи всеобщие    | 2 мая 1985-?                           | Прогрессивные консерваторы меньшинство (52 из 125 мест) | Фрэнк Стюарт Миллер                                                                | Либералы, Дэвид Питерсон (1985)                                                                             | Новые демократы, Боб Рей                                                          | Хью Эдигоффер                                                       |
| 26 июня 1985-31 июля 1987       | 33-й созыв (3 сессии) | Тридцать третьи всеобщие    | Либералы меньшинство (48 из 125 мест)А | Дэвид Питерсон                                          | Прогрессивные консерваторы, Фрэнк Стюарт Миллер (1985), Ларри Гроссман (1985–1987) | | Новые демократы, Боб Рей                                                          | Хью Эдигоффер                                                       |
|                                 | 34-й созыв (2 сессии) | Тридцать четвертые всеобщие | 10 сентября 1987-30 июля 1990          | Либералы (95 из 130 мест)                               | Дэвид Питерсон                                                                     | Новые демократы, Боб Рей                                                                                    | Прогрессивные консерваторы, Энди Брандт (1987–1990), Майк Харрис (1990)           | Хью Эдигоффер                                                       |
|                                 | 35-й созыв (3 сессии) | Тридцать пятые всеобщие     | 6 сентября 1990-28 апреля 1995         | Новые демократы (74 из 130 мест)                        | Боб Рей                                                                            | Либералы, Роберт Никсон (1990–1991), Мюррей Элстон (1991), Джим Брэдли (1991–1992), Лин Маклеод (1992–1995) | Прогрессивные консерваторы, Майк Харрис                                           | Дэвид Уильям Уорнер                                                 |
|                                 | 36-й созыв (3 сессии) | Тридцать шестые всеобщие    | 26 сентября 1995-5 мая 1999            | Прогрессивные консерваторы (82 из 130 мест)             | Майк Харрис                                                                        | Либералы, Лин Маклеод (1995–1996), Далтон Макгинти (1996–1999)                                              | Новые демократы, Боб Рей (1995–1996), Говард Хэмптон (1996–1999)                  | Аль Маклин (1995–1996) Эдвард Дойл (1996) Крис Стокуэлл (1996–1999) |
|                                 | 37-й созыв (4 сессии) | Тридцать седьмые всеобщие   | 20 октября 1999-?                      | Прогрессивные консерваторы (59 из 103 мест)             | Майк Харрис                                                                        | Либералы, Далтон Макгинти                                                                                   | Новые демократы, Говард Хэмптон                                                   | Гари Карр                                                           |
| 15 апреля 2002-26 июня 2003     | 37-й созыв (4 сессии) | Тридцать седьмые всеобщие   | Эрни Ивс                               | Прогрессивные консерваторы (59 из 103 мест)             |                                                                                    | Либералы, Далтон Макгинти                                                                                   | Новые демократы, Говард Хэмптон                                                   | Гари Карр                                                           |
|                                 | 38-й созыв (2 сессии) | Тридцать восьмые всеобщие   | 19 ноября 2003-10 сентября 2007        | Либералы (72 из 103 мест)                               | Далтон Макгинти                                                                    | Прогрессивные консерваторы, Эрни Ивс (2003–2004), Джон Тори (2004-2007)                                     | Новые демократы, Говард Хэмптон                                                   | Элвин Керлинг (2003–2005) Майкл А. Браун (2005–2008)                |
|                                 | 39-й созыв (2 сессии) | Тридцать девятые всеобщие   | 29 ноября 2007-7 сентября 2011         | Либералы (71 из 107 мест)                               | Далтон Макгинти                                                                    | Прогрессивные консерваторы, Боб Рансиман (2007-2009), Тим Худак (2009-2014)                                 | Новые демократы, Говард Хэмптон (2007–2009), Андреа Хорват (2009-настоящее время) | Стив Питерс                                                         |
|                                 | 40-й созыв (2 сессии) | Сороковые всеобщие          | 22 ноября 2011-11 февраля 2013         | Либералы меньшинство (53 из 107 мест)                   | Далтон Макгинти                                                                    | Прогрессивные консерваторы, Тим Худак                                                                       | Новые демократы, Андреа Хорват                                                    | Дейв Левак                                                          |
| 11 февраля 2013-2 мая 2014      | 40-й созыв (2 сессии) | Сороковые всеобщие          | Кейтлин Винн                           | Либералы меньшинство (53 из 107 мест)                   |                                                                                    | Прогрессивные консерваторы, Тим Худак                                                                       | Новые демократы, Андреа Хорват                                                    | Дейв Левак                                                          |
|                                 | 41-й созыв            | Сорок первые всеобщие       | 2 июля 2014-8 мая 2018                 | Либералы (58 из 107 мест)                               | Кейтлин Винн                                                                       | Прогрессивные консерваторы, Джим Уилсон (2014-2015), Патрик Браун (2015-2018), Вик Федели (2018)            | Новые демократы, Андреа Хорват                                                    | Дейв Левак                                                          |
|                                 | 42-й созыв            | Сорок вторые всеобщие       | С 11 июля 2018                         | Прогрессивные консерваторы (76 из 124 мест)             | Даг Форд                                                                           | Новые демократы, Андреа Хорват                                                                              | нет                                                                               | Тед Арнотт                                                          |

- А: Хотя у них было меньше мест, чем у консерваторов, либералы сформировали правительство меньшинства при поддержке НДП.
- В: Со дня формирования до дня роспуска Законодательного собрания.